# Ніколау Перейра ді Кампус Вергуейру
Ніколау Перейра ді Кампус Вергуейру (порт. Nicolau Pereira de Campos Vergueiro, Вале-ді-Порка, 20 грудня 1778 — Ріо-де-Жанейро, 18 вересня 1859), відоміший як сенатор Вергуейру (Senador Vergueiro) — багатий лусо-бразильський кавовий плантатор і політик епохи Бразильської імперії, сенатор і потім (після відречення імператора Педру I) член регентської ради країни.
1. 1 2  Ziegler B. Schweizer statt Sklaven: Schweizerische Auswanderer in den Kaffee-Plantagen von São Paulo (1852-1888) — Штутгарт: 1985. — С. 444.